# Jezioro Brzeskie
Jezioro Brzeskie (niem. Brieser See) – zanikające jezioro na Pojezierzu Poznańskim, w powiecie międzyrzeckim, w gminie Pszczew.

## Charakterystyka
Jezioro położone wśród terenów uprawnych, przylega do zachodnich krańców miejscowości Brzeźno. Jest to jezioro pochodzenia polodowcowego, o silnie posuniętym procesie eutrofizacji, lustro wody w przeważającej części pokryte jest roślinnością wodną, głównie przez trzcinę pospolitą. Na niemieckiej mapie z 1940 r. jezioro posiada dodatkowo północny zbiornik, który obecnie jest całkowicie zarośnięty.